# Siegburg
Siegburg este o localitate în districtul Rhein-Sieg , landul Nordrhein-Westfalen , Germania.

## Monumente
- Abația Michaelsberg